# Креспина
Креспина (итал. Crespina) је насеље у Италији у округу Пиза, региону Тоскана.
Према процени из 2011. у насељу је живело 592 становника. Насеље се налази на надморској висини од 77 м.

## Становништво
| 1936. | 1951. | 1961. | 1971. | 1981. | 1991. | 2001. | 2011. |
| ----- | ----- | ----- | ----- | ----- | ----- | ----- | ----- |
| 3.908 | 3.934 | 3.358 | 2.981 | 3.187 | 3.241 | 3.746 | 4.124 |